# Tekkeköy, Havza
Tekkeköy là một xã thuộc huyện Havza, tỉnh Samsun, Thổ Nhĩ Kỳ. Dân số thời điểm năm 2010 là 45 người.